# 15921 Kintaikyo
15921 Kintaikyo este un asteroid din centura principală de asteroizi.

## Descriere
15921 Kintaikyo este un asteroid din centura principală de asteroizi. A fost descoperit pe 1 noiembrie 1997 la Kuma Kogen de Akimasa Nakamura. Asteroidul prezintă o orbită caracterizată de o semiaxă mare de 2,31 ua, o excentricitate de 0,12 și o înclinație de 6,4° în raport cu ecliptica.